# Pygmalion och Galatea
Pygmalion och Galatea (franska: Pygmalion et Galatée) är ett konstverk av den franske konstnären Jean-Léon Gérôme. Den mest berömda versionen målades omkring 1890 och ingår sedan 1927 i samlingarna på Metropolitan Museum of Art i New York. Det finns åtminstone två ytterligare versioner som är i privat ägo samt en marmorskulptur som är utställd på Hearst Castle i Kalifornien.  

## Motivet
Motivet är hämtat från bok 10 i Ovidius Metamorfoser och föreställer den cypriotiske kungen och skulptören Pygmalion som utförde en sådan utsökt vacker staty att han själv blev förälskad i den. Bilden visar ögonblicket då gudinnan Afrodite besvarar Pygmalions böner och väcker henne till liv. 
Ett sentida namn på Pygmalions älskade staty är Galatea som dock inte ska förväxlas med nymfen Galatea. 

## Tavlorna
Mellan 1890 och 1892 såväl målade som skulpterade Gérôme verk på temat Pygmalion och Galatea. Metropolitans tavla är en av tre kända oljemålningar som Gérôme utförde på detta motiv, alla målade utifrån olika vinklar såsom de betraktades från olika håll. 
De övriga tavlorna är i privat ägo eller försvunna.

## Skulpturen
Den 195 cm höga polykroma (färgerna har dock med tiden tunnats ut) marmorskulpturen utfördes 1892 och ställdes samma år ut på Parissalongen. Året därpå fördes den över Atlanten för att ställas ut på World's Columbian Exposition i Chicago. År 1910 förvärvades den av William Randolph Hearst.

## Konstnären
Gérôme var en framgångsrik salongsmålare som verkade inom den akademiska stilen. Förutom historiska och mytologiska motiv målade han tavlor på orientaliska teman, såsom Bönestund i moskén. Han var en svuren motståndare till de samtidigt verksamma impressionisterna.   
Ganska sent i sitt yrkesliv, på 1870-talet, började han även med skulptur. En av hans mest berömda skulpturer var Tanagra som han utförde 1890 influerad av de nyligen funna Tanagrafigurinerna. Gérôme målade även en serie oljemålningar där han porträtterar sig själv när han arbetar med Tanagra. I bakgrunden till dessa målningar finns Pygmalion och Galatea återgivna som tavlor på väggen.  

## Relaterade konstverk

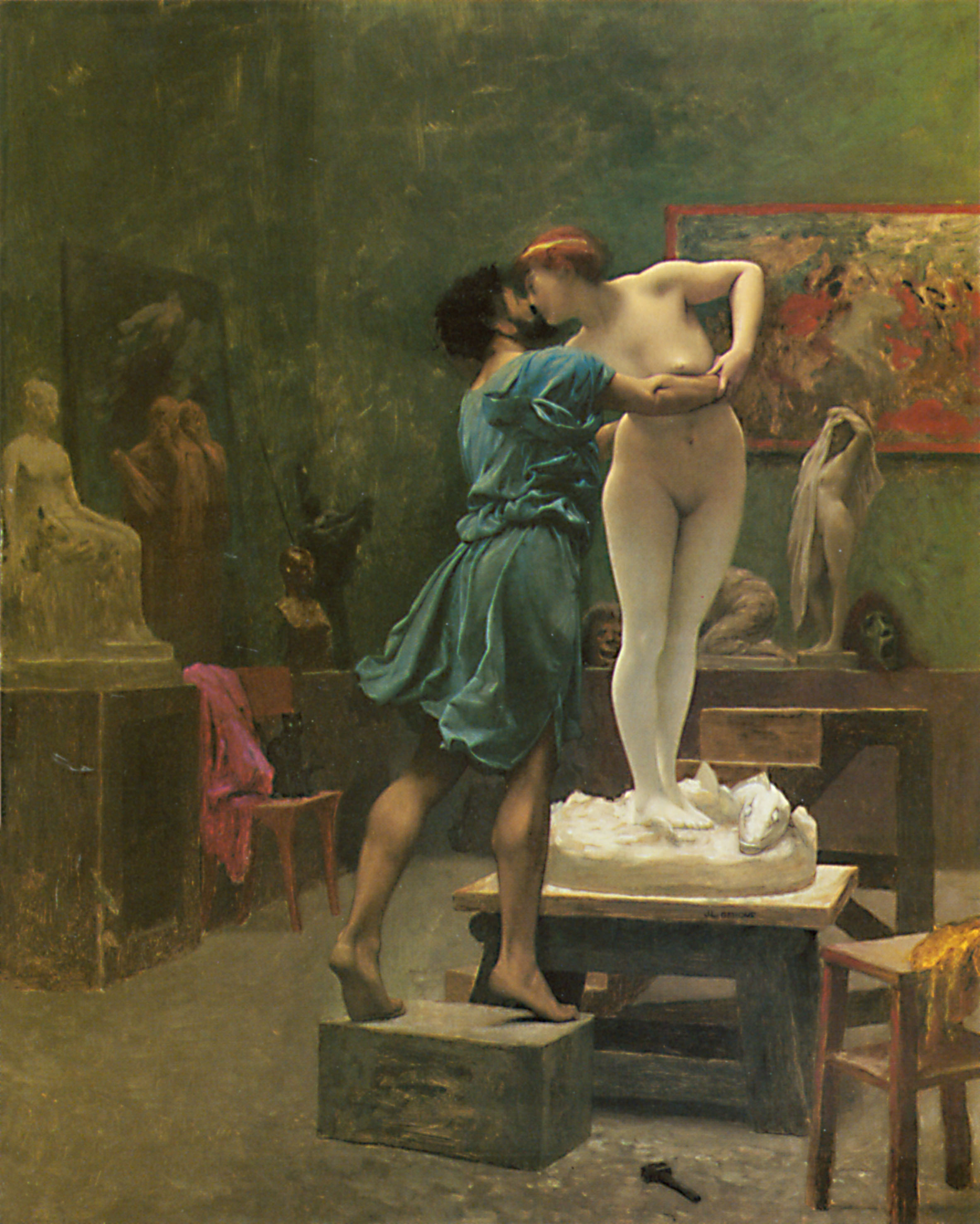
Pygmalion och Galatea, cirka 1890, i privat ägo.
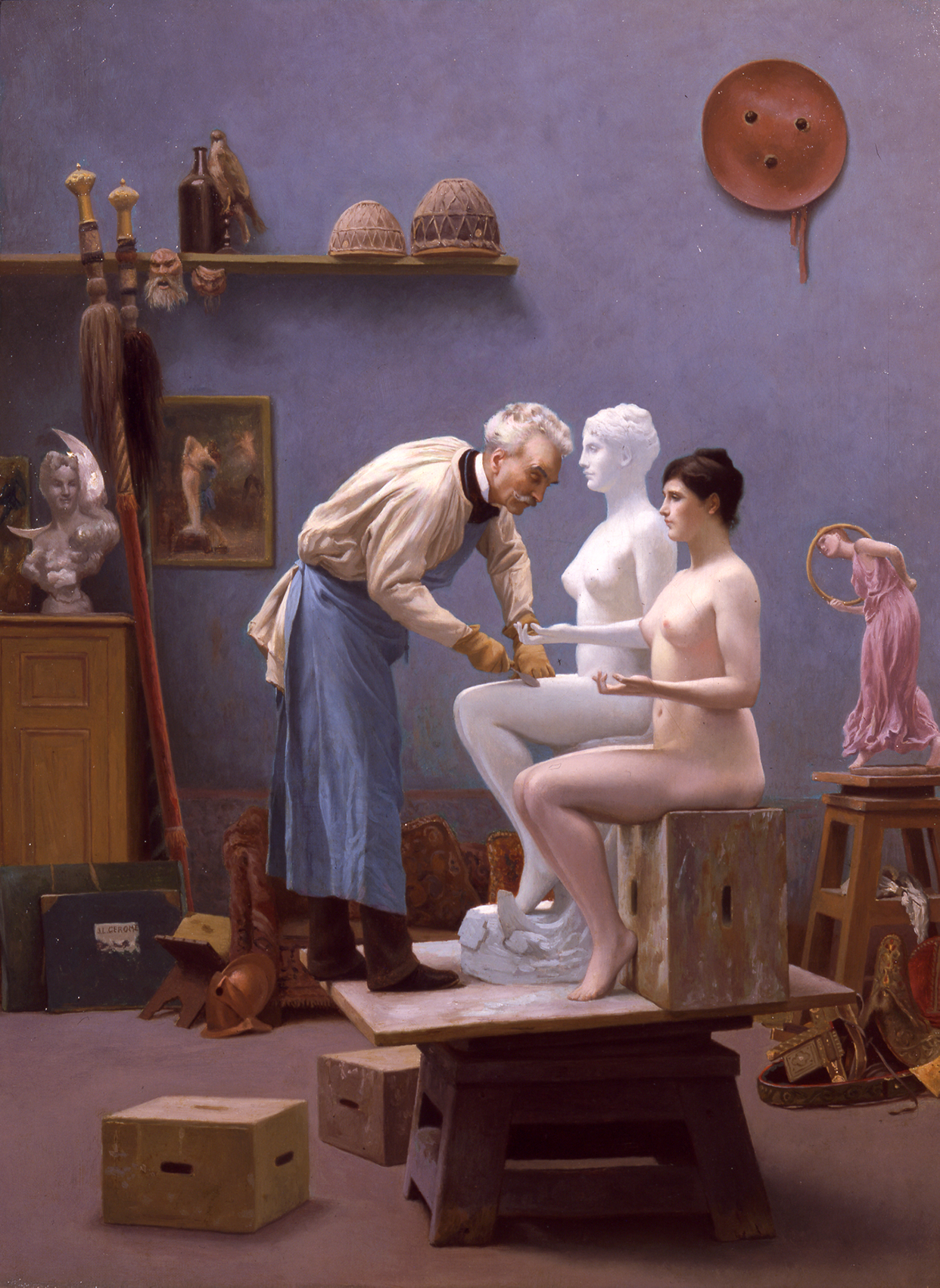
Konstnären och hans modell, 1894, Haggin Museum; Gérôme porträtterar sig själv när han skulpterar Tangara.
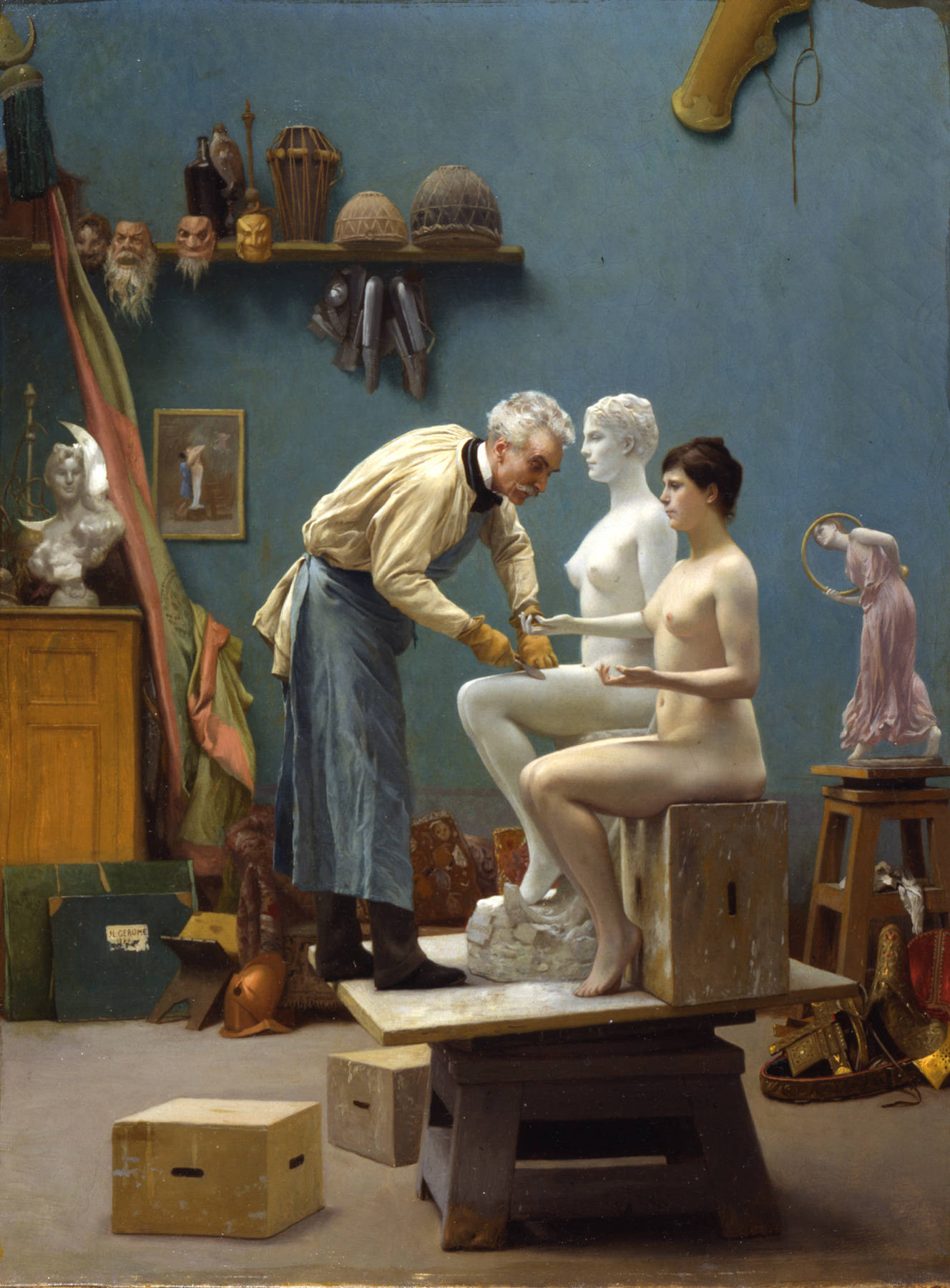
Arbetar i marmor, 1890, Dahesh Museum of Art.
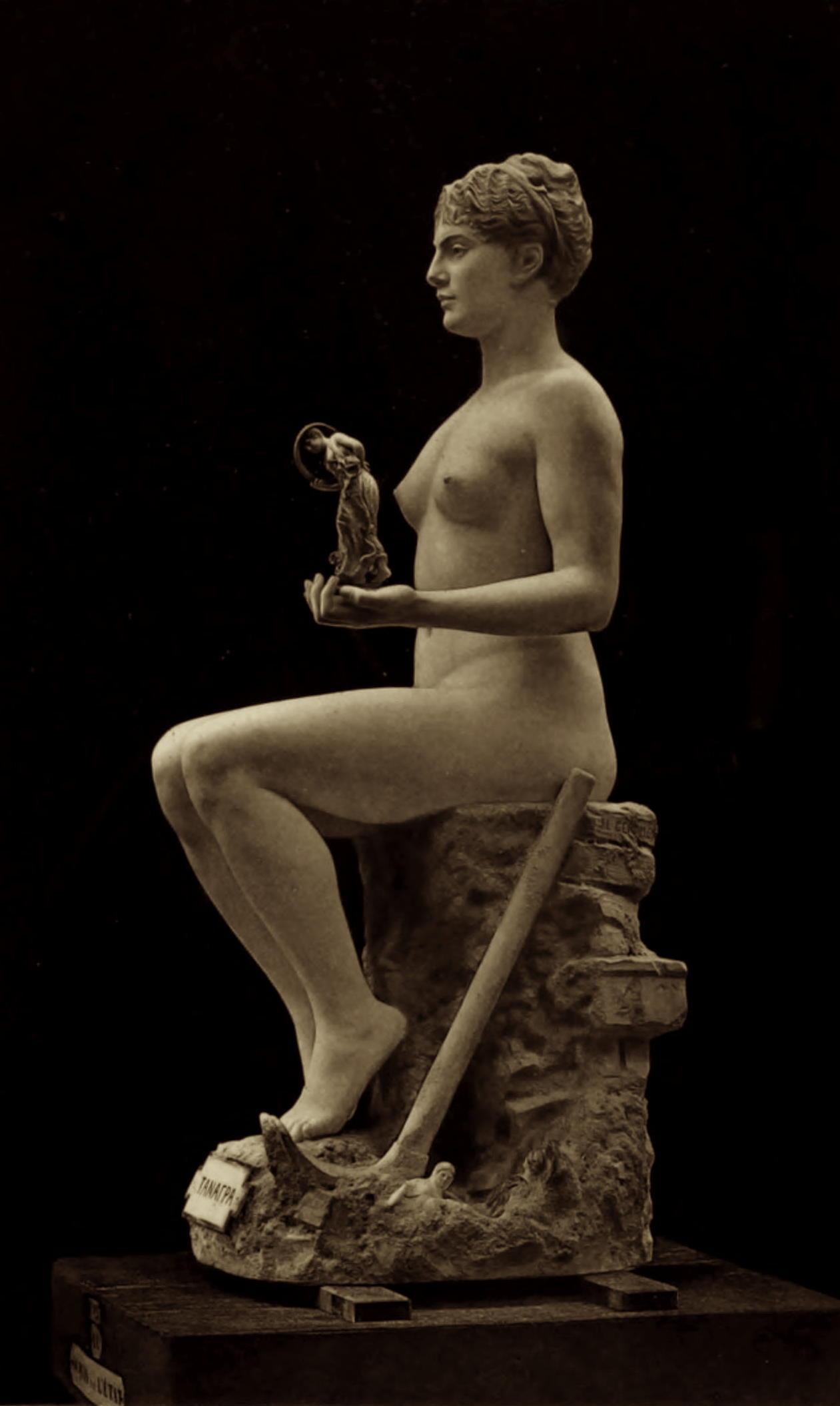
Tanagra (1890), Musée d'Orsay.